# 正殿
正殿（せいでん、しょうでん）は、宮殿、神社、神宮などの中心となる建物。諸儀式が執り行われる。本殿（ほんでん）ともいう。

## 明治宮殿正殿

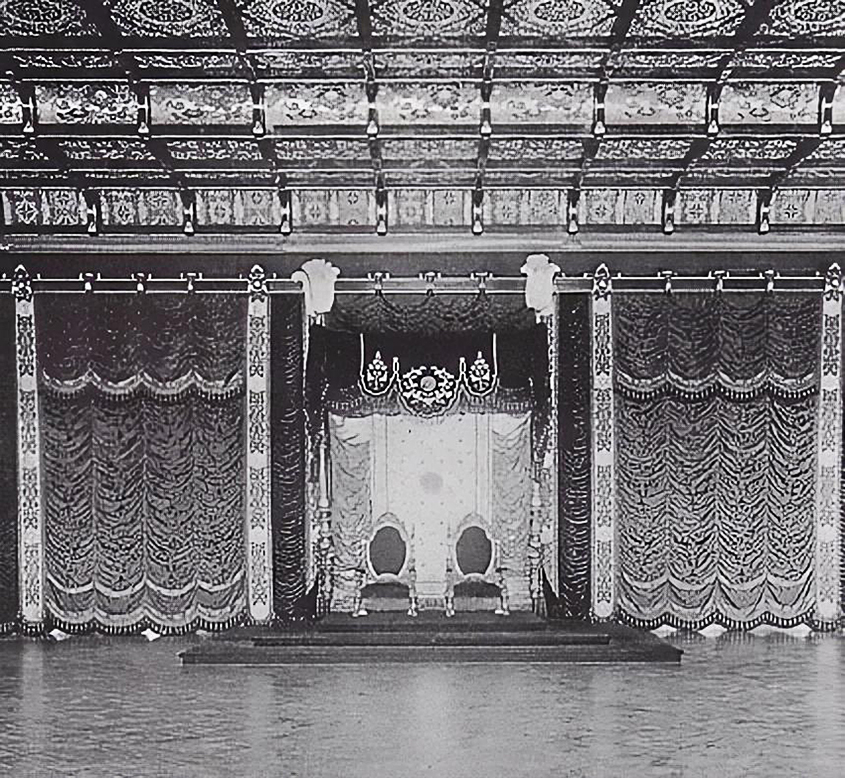
明治宮殿正殿内部

1888年（明治21年）落成。中庭に対して南面し、木造平屋建て、外観は和風で入母屋造り。内部は二重格天井。シャンデリア、絨毯などを取り入れた折衷様であり、外国使臣に東洋屈指の大美術と賞賛された。
1889年（明治22年）2月11日大日本帝国憲法発布式典が挙行された。1945年（昭和20年）の東京大空襲により他の宮殿殿舎とともに焼失した。

## 新宮殿正殿

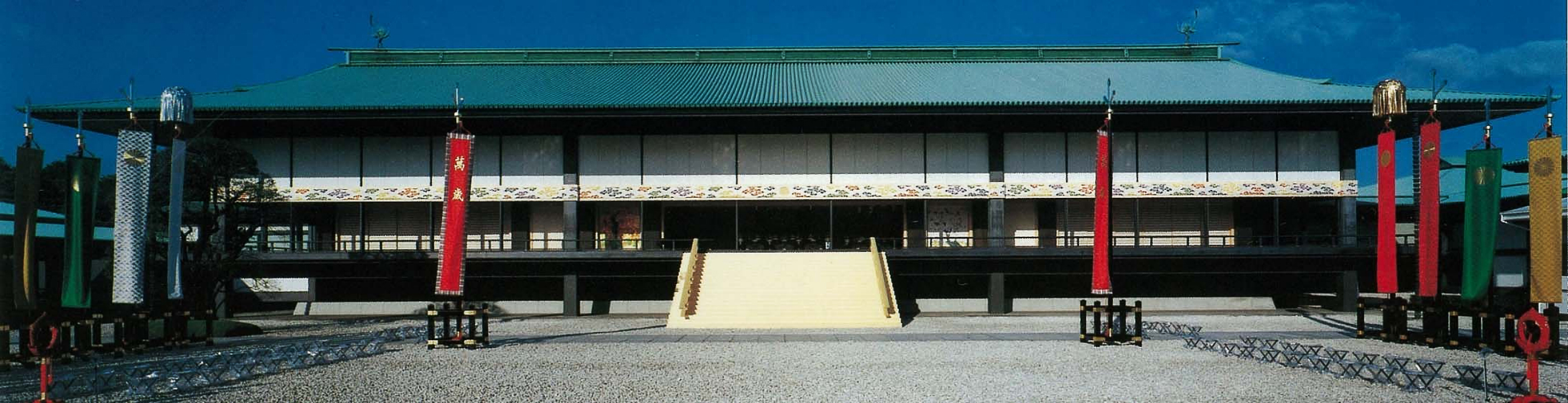
皇居宮殿「正殿」
1990年（平成2年）11月12日撮影

皇居正殿（せいでん）は、皇居宮殿の中心となる殿舎で、中庭に向かって東面している。外観は和風、入母屋造り。屋根の棟には両端に瑞鳥の飾りが設置されている。南側は回廊と、北側は豊明殿とつながっている。正殿は、中庭から見て床の高さが3.7メートルあり、宮殿各棟中最も高く位置している。
正殿には竹の間、松の間、梅の間の三室がある。
1990年（平成2年）、正殿松の間に高御座、御帳台が設置され、第125代天皇明仁の即位の礼（即位礼正殿の儀）が挙行された。